# Joachim du Bellay
Joachim du Bellay (asi 1522, Liré – 1. ledna 1560, Paříž) byl francouzský renesanční spisovatel, básník a kritik.

## Život a dílo
Člen literární skupiny La Pléiade (Plejáda), která se pokusila vnést do francouzské literatury antické prvky. Bellayův text Défense et illustration de la langue française (Obrana a oslava francouzského jazyka) z roku 1549 se stal jakýmsi manifestem Plejády. Druhou klíčovou osobností skupiny byl Pierre de Ronsard, Bellayův blízký přítel a spolupracovník. Ve svých básních uvedl Bellay do francouzské literatury petrarkovský sonet. Ideově byl humanistou, svou lyrikou předznamenal romantismus.
Pocházel ze šlechtické rodiny, vystudoval práva na univerzitách v Poitiers a v Paříži. Velmi ho ovlivnil jeho pobyt v Římě, kam ho vzal jeho vlivný bratranec Jean du Bellay, kardinál a diplomat. Bellay se zde nadchl pro antickou kulturu a hořce zklamal nízkou duchovní úrovní Vatikánu, na což reagoval satirickou skladbou Regrets (Stesky), která byla, jako jedno z mála jeho děl, přeložena i do češtiny.

## Fotogalerie

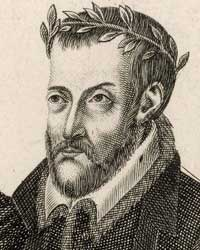
Joachim du Bellay
- Du Bellay. La Deffence, et illustration de la langue francoyse. (1549, .djvu)